# Gabs
Ne pas confondre avec le musicien de jazz Doctor Gabs.
 (juin 2017).
Alain Gabillet, surnommé « Gabs », est un auteur français de bande dessinée. Ses œuvres portent sur la société et le monde du travail.

## Biographie
Après des études littéraires en France, Gabs part vivre trois ans en Colombie à Carthagène des Indes de 1973 à 1976 où il enseigne comme professeur de français à l'Alliance française. De retour en France il se « lance » dans le dessin de presse humoristique,.
Depuis il travaille régulièrement pour la presse, la publicité, le monde de l'entreprise, l’édition et la communication institutionnelle[réf. nécessaire].
En 2012 et 2014, Gabs est invité par l'ambassade de France dans le cadre du mois de la francophonie, aux expositions dans les centres culturels français du Maroc (2012) et d'Ukraine (2014)[réf. nécessaire].
Depuis des années, il s'intéresse à la poésie à titre personnel[réf. nécessaire].

## Publications

### Recueils de dessins de Gabs
- Gabs Management je me marre, Éditions Eyrolles, co-auteur : Jissey, 2000  (ISBN 2-212-03589-6)[4]
- Gabs, "Clients, y'en a marre !!!", Éditions Eyrolles, 2001  (ISBN 2-212-11030-8)[5]
- Gabs, "Communication, je me marre !!!", Éditions Eyrolles, co-auteur : Jissey, 2002  (ISBN 2-212-11081-2)[6]
- Gabs, "Commercial je me marre !!!", Éditions Eyrolles, co-auteur : Jissey, 2002  (ISBN 2-212-11218-1)[7]
- Gabs, "Changement, je me marre !!!", Éditions Eyrolles, co-auteur : Jissey, 2005  (ISBN 2-212-11658-6)[8]
- Gabs, "La succession dans l'entreprise familiale", Éditions Eyrolles, co-auteurs : Denise Kenyon-Rouvinez, Thierry Lombard, 2005  (ISBN 2-7081-3390-X)[9]
- Gabs, "L'entretien de vente en 7 étapes", Éditions Eyrolles, co-auteur : Pascal Davi, 2008  (ISBN 2-212-54117-1)[10]
- Gabs, "Conventions, séminaires, congrès... je me marre !!!", Éditions Eyrolles, 2008  (ISBN 2-212-12383-3)[11]
- Gabs, "Les 51 meilleures pratiques commerciales", Éditions Eyrolles, co-auteur : Pascal Davi, 2008  (ISBN 2-212-54186-4)[12]
- Gabs, "La crise, je me marre !!!", Éditions Eyrolles, 2009  (ISBN 2-212-12545-3)[13]
- Gabs, "Entretien individuel, Je me marre !!!", Éditions Eyrolles, 2010  (ISBN 2-212-11705-1)[14]
- Gabs, "Commercial, je me marre !!!", Éditions Eyrolles, co-auteur : Jissey, 2010 3e éditions  (ISBN 2-212-54786-2)[15]
- Gabs, "Communication, je me marre !!!", Éditions Eyrolles, co-auteur : Jissey, 2010 3e éditions  (ISBN 2-212-54785-4)[16]
- Gabs, "Clients, je me marre !!!", Éditions Eyrolles, 2010  (ISBN 2-212-54784-6)[17]
- Gabs, "Management je me marre", Éditions Eyrolles, co-auteur : Jissey, 2010 3e éditions  (ISBN 2-212-547838)
- Gabs, "Changement, je me marre !!!", Éditions Eyrolles, co-auteur : Jissey, 2010 2e éditions  (ISBN 2-212-54782-X)[18]
- Gabs, "Entreprise, le climat pourrait bien s'améliorer !!!", Éditions Eyrolles, co-auteur : Jissey, 2010  (ISBN 2-212-54788-9)[19]
- Gabs, "Réunions, je me marre !!!", Éditions Eyrolles, 2010  (ISBN 2-212-54787-0)[20]
- Gabs, "Lapsus révélateurs de la vie de bureau", Éditions Eyrolles, co-auteurs : Jean-Guy Millet avec la contribution de Alain Etchegoyen, Didier Lauru 2011  (ISBN 2-212-55270-X)[21]
- Gabs, "Tout est psy dans la vie ?", Éditions Eyrolles, co-auteurs : Patricia Berriau, J. Gabillet, Didier Lauru 2011  (ISBN 2-212-55429-X)[22]
- Gabs, "Le bonheur au boulot, je me marre !!!", Éditions Eyrolles, 2016  (ISBN 2-212-56625-5)[23],[24]